# Brachycephalus ferruginus
Brachycephalus ferruginus es una especie de anfibio anuro de la familia Brachycephalidae.

## Distribución geográfica
Esta especie es endémica de Paraná en Brasil. Habita a 1200 m de altitud en el pico Marumbi en el municipio de Morretes.

## Descripción
Los machos miden de 11.6 a 12.5 mm y las hembras de 13.0 a 14.5 mm.

## Publicación original
- Alves, Ribeiro, Haddad & Dos Reis, 2006 : Two new species of Brachycephalus (Anura: Brachycephalidae) from the Atlantic Forest in Parana State, southern Brazil. Herpetologica, vol. 62, n.º 2 p. 221-233[5]